# Авдєєв Олексій Юрійович
Олексій Юрійович Авдєєв (нар. 17 травня 1967, Ташкент, Узбецька РСР, СРСР) — російський воєначальник, генерал-лейтенант (11.06.2016). Заступник командувача військ Південного військового округу (з 2019).
З 28 лютого 2022 року перебуває під персональними санкціями ЄС..

## Біографія
Авдєєв Олексій Юрійович народився 17 травня 1967 року в Ташкенті.
У 1984 році закінчив Свердловське суворовське військове училище. У 1988 році закінчив Ташкентське вище загальновійськове командне Червонопрапорне ордена Червоної Зірки училище імені В. І. Леніна. Після закінчення військового училища, з 1988 по 1996 рік проходив службу на різних командних посадах у Північно-Кавказькому військовому окрузі.
У 1999 році закінчив Загальновійськову академію Збройних Сил Російської Федерації. У 2008 році закінчив Військову академію Генерального штабу Збройних сил Російської Федерації. Після закінчення Військової академії ГШ ЗС РФ призначений на посаду командира мотострілецької дивізії (Сибірський військовий округ).
У середині 2010 року призначений на посаду начальника організаційно-мобілізаційного управління — заступника начальника штабу Сибірського військового округу з організаційно-мобілізаційної роботи (м. Новосибірськ). 9 січня 2011 року Указом Президента Росії призначено на посаду заступника командувача 41-ї загальновійськової армії (м. Новосибірськ, Центральний військовий округ).
У 2012 році Указом Президента Росії призначений на посаду начальника штабу — першого заступника командувача 6-ї загальновійськової Червонопрапорної армії (м. Санкт-Петербург, Західний військовий округ). Військове звання генерал-майор присвоєно Указом Президента Росії від 13 грудня 2012 № 1641.
З липня 2014 по квітень 2017 року — командувач 29-ї загальновійськової армії. Військове звання генерал-лейтенант присвоєно Указом Президента Росії від 11 червня 2016 № 276. З квітня 2017 по квітень 2018 року — командувач 1-ї гвардійської танкової Червонопрапорної армії Західного військового округу.
З квітня 2018 по 2019 року — начальник Загальновійськової академії Збройних Сил РФ.
З 2019 року — заступник командувача військ Південного військового округу.
Учасник бойових дій в Північно-Кавказькому регіоні.
У лютому 2022 року Європейський Союз ввів персональні санкції проти Олексія Авдєєва у зв'язку з вторгненням Росії в Україну.

## Нагороди
- Орден «За заслуги перед Батьківщиною» ІІІ ступеня з мечами
- Орден «За заслуги перед Батьківщиною» IV ступеня з мечами,
- Орден Жукова,
- Орден «За військові заслуги»
- Орден Дружби,
- Медаль Суворова,
- Відзнака «За бездоганну службу»,
- Медалі РФ.